# Helconinae
Helconinae (лат.) — подсемейство стебельчатобрюхих перепончатокрылых семейства браконид.

## Описание
Переднее крыло с двумя поперечными анальными жилками. Заднее крыло с поперечной анальной жилкой, без возвратной жилки. Проподеальный мост развит. Препектальный валик имеется. Затылочный валик сверху полный. Эндопаразитоиды личинок жуков.

## Классификация
Мировая фауна включает 33 рода и около 280 видов, в Палеарктике — 12 родов и около 100 видов. Фауна России включает 10 родов и 55 видов наездников этого подсемейства (включая Dyscoletini из Blacinae). Трибы Brulleiini, Diospilini и Eadyini иногда включают в состав Brachistinae.
По другим данным около 40 родов и 400 видов.
- Brulleiini van Achterberg, 1983[10]
  - Brulleia Szépligeti, 1904[11][12]
  - Parabrulleia van Achterberg, 1983
- Diospilini[13]
  - Aspigonus Wesmaël, 1835
  - Baeacis Förster, 1878
  - Depelbus
  - Diospilus Haliday, 1833
  - Nipponocolpus Belokobylskij et Fujie, 2017
  - Notodios
  - Schauinslandia
  - Taphaeus Wesmael, 1835[14]
  - Topaldios
- Helconini Foerster[15]
  - Acarohelcon
  - Aspicolpus Wesmaël, 1838
  - Austrohelcon
  - Calohelcon
  - Helcon Nees von Esenbeck, 1812
  - Helconidea Viereck, 1914
  - Parahelcon
  - Trichiohelcon
  - Vervoortihelcon[16][17]
  - Wroughtonia Cameron, 1899[18]